# آيدينلر (أديامان)
آيدينلر (بالتركية: Aydınlar)‏ هي قرية تتبع إداريّاً لمديرية أديامان في محافظة أديامان التركية الواقعة في جنوب شرق الأناضول. وبلغ عدد سكانها 26 نسمة في عام 2021.